# Матвеевский сельсовет (Новосибирская область)
Матвеевский сельсовет — сельское поселение в Чановском районе Новосибирской области Российской Федерации.
Административный центр — село Песчаное Озеро.

## История
Статус и границы сельского поселения установлены Законом Новосибирской области от 2 июня 2004 года № 200-ОЗ «О статусе и границах муниципальных образований Новосибирской области»

## Население
| 2002 | 2010 | 2012 | 2013 | 2014 | 2015 | 2016 |
| ---- | ---- | ---- | ---- | ---- | ---- | ---- |
| 904  | ↘701 | ↘686 | ↘652 | ↘645 | ↘634 | ↘622 |
| 2017 | 2018 | 2019 | 2020 | 2021 |      |      |
| ↘592 | ↘591 | ↘582 | ↘569 | ↘547 |      |      |

## Состав сельского поселения
| № | Населённый пункт | Тип населённого пункта       | Население |
| - | ---------------- | ---------------------------- | --------- |
| 1 | Зеленопольский   | посёлок                      | ↘51       |
| 2 | Ковыльный        | посёлок                      | ↗113      |
| 3 | Матвеевка        | деревня                      | ↘15       |
| 4 | Песчаное Озеро   | село, административный центр | ↘352      |
| 5 | Полтавка         | село                         | ↘170      |